# Xenophantosz (vázafestő)
Xenophantosz (Kr. e. 380. k.) Athénból származó vázafestő. Neve egy Pantikapaionban talált lecythuson fordul elő, melyen a festést a reliefdíszítéssel egyesítette.